# VISTA

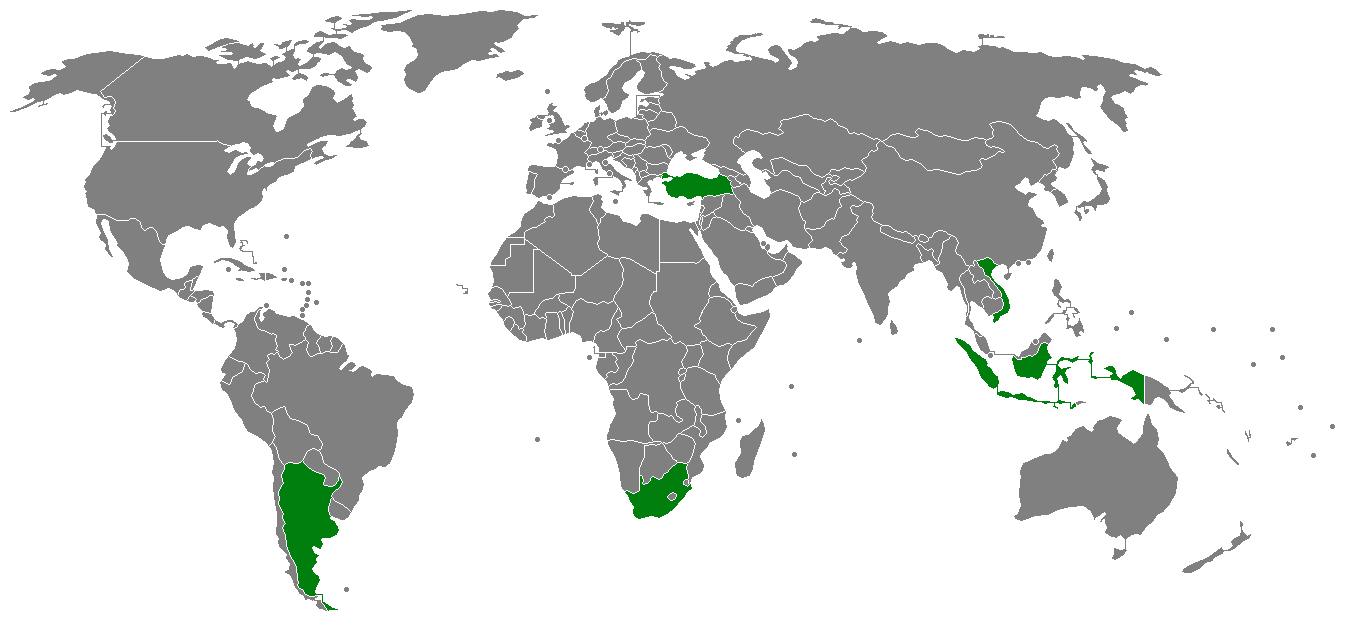
VISTA

VISTA（ヴィスタ、英: Vietnam, Indonesia, South Africa, Turkey and Argentina）は、ベトナム、インドネシア、南アフリカ、トルコ、アルゼンチンの英語の国名の頭文字を繋げたもので、BRICs経済研究所のエコノミスト・門倉貴史が、BRICSに続くグループとして2006年11月に提唱した造語。同年12月には日本経済新聞にも引用された。
地理的なバランスと高成長のための条件、すなわち豊富な天然資源、労働力の増加、外資の導入、政情の安定、購買力のある中産階級の台頭を勘案して、新興国からポストBRICSの候補が選出されている。

## 各国の現状

### ベトナム

#### 好感材料
- 1954年から始まった学校教育改革によって、識字率が90%であり東南アジアの中では高い。
- 賃金が「世界の工場」といわれている中華人民共和国の3分の1程度で済むため、先進国の企業が生産拠点を中国から移し始めている。
- 若い労働力が豊富。30 歳未満の人口が2600万人（約6割）に達する。

#### 懸念材料
- インフラの未整備。ベトナムの鉄道は全て未電化であり、電力不足が深刻で停電も多い。
- 官僚主義が根強く、汚職が蔓延している。

### インドネシア

#### 好感材料
- 経済成長率6%（中間層の成長が著しく、今後も消費拡大が見込まれる。）
- 人口2.3億人と世界で4番目に多く、労働力となる若年層が多い。
- 石油、石炭、天然ガスなどの資源を持っている。
- 日本との取引が活発である（日本からの輸入=電子機器、機械製品、日本への輸出=石油、石炭、天然ガス）。

#### 懸念材料
- 政治情勢が不安定である。
- 官僚主義が根強く、汚職が蔓延している。

### 南アフリカ

#### 好感材料
- 経済成長率5%
- 2010年のサッカー・ワールドカップ開催のため、国内のインフラが急速に整備された（経済効果4700億円）。
- 1994年にアパルトヘイト（人種隔離政策）が撤廃され、それまで土地を持つことができなかった黒人が経済発展により住宅を購入するようになった。
- 金や白金等の貴金属・レアメタルが産出され、白金は世界シェア75%である。また、ダイヤモンドなどでも有名。

#### 懸念材料
- アパルトヘイトが撤廃されたが、地域・階層による貧富の格差は未だ著しい。
- エイズの流行に歯止めがかからない状況である。
- 隣接国からの経済難民の流入により、アパルトヘイト廃止によって白人の居住区を中心に荒廃化、都心部の治安が著しく悪い。

### トルコ

#### 好感材料
- 地理的にアジア・中東と欧州の中間の位置にあり、日本の自動車メーカーが欧州向けの生産拠点として注目している、また、石油は中東並みには採取できないが中東で取れた石油を欧州に輸出するためのパイプラインが建設されており、石油産業が発展している。
- EUに加盟を申請しており、実現すれば欧州の工業生産の拠点として発展を見込むことができる。だが、地理的には国土の3%しか欧州に属しておらず、実現の可能性は不透明である。ちなみに冷戦期初期よりNATO加盟国であり、オスマン帝国以来の徴兵制を基軸とした陸軍定数を誇る地域強国として、軍事及び政治的には西側諸国に属する。ケマル・アタチュルクによる共和制樹立以降は、マレーシアと同様の世俗的イスラム国家である。

#### 懸念材料
- 経済の東西格差。トルコ東部は貧困に加えクルド人問題などにより、治安が悪い。

### アルゼンチン

#### 好感材料
- 2000年代には平均経済成長率8%を誇ったが、2010年代に入りマイナス成長国の常連となった。
- 2001年のデフォルト（債務不履行）によって通貨のペソが暴落したため、輸出が非常に有利になった。
- 世界第五位の肉牛輸出国であるが、牛海綿状脳症（BSE）の影響を受けなかった上に通貨の暴落によって取引が増加している。
- バイオエタノールの原料として注目されているトウモロコシの生産が世界第2位を誇るため、今後の石油の高騰が続けばさらに生産額が伸びると見られている。

#### 懸念材料
- 高インフレ。2010年代に入り、世界的な金融不況の波が直撃し不況下に入ったことでVISTA諸国で初めてデフォルトした。
- 汚職、賄賂が蔓延。